# 杨文模
杨文模（1912年—1972年12月），曾用名杨谢琪、杨丕显、杨问在。陕西神木人。中国人民解放军将领。

## 生平
1932年9月，参加红军游击队，同年加入中国共产党。历任红26军管理处处长，第2团团委委员。1935年1月，改编为中国工农红军第27军第84师，杨文模任师长，张达志任政治委员。后担任神府红军游击队第3支队政治委员，陕北红军独立第3团政治委员等职，参加了陕北苏区的创建和反围剿战争。中央红军到达陕北后，任陕北省军事部供给部部长，神府红军独立师参谋长。抗日战争和第二次国共内战时期，任八路军留守兵团神府军分区参谋长，陕甘宁边区保安第4团代理团长、团长，解放军冀热辽军区第13军分区副司令员兼参谋长。1948年8月至1949年1月，担任冀东军区副参谋长。
中华人民共和国成立后，1949年11月1日，担任中国人民解放军第五十三军参谋长，中南军区海军副参谋长，海军司令部训练部副部长、动员部部长，海军后勤部副部长。1972年12月逝世。